# سوارا نروژ
سوارا نروژ (نورس باستان: Sverrir Sigurðarson؛ c. ۱۱۴۵/۱۱۵۱ – ۹ مارس ۱۲۰۲) یک پادشاه نروژ اهل نروژ بود.